# Manuchihr (Ziyarides)
Falak al-Ma`âlî Manûchihr est un prince de la dynastie persane des Ziyarides, installée à Gorgan au bord de la mer Caspienne. Il est le fils de Chams al-Ma`âlî Qâbûs auquel il succède en 1012. Il meurt aux environs de 1031.

## Biographie
Durant le règne de son père, Manûchihr a le titre de gouverneur du Tabaristan. Une conspiration menée contre Qâbûs par les chefs de l'armée échoue à le faire prisonnier mais prend le contrôle de la capitale. Les conspirateurs invitent Manûchihr à prendre le pouvoir. Celui-ci hésite à joindre aux conspirateurs. Il poursuit Qâbûs jusqu'à Bastâm où Qâbûs finit par abdiquer. Qâbûs se retire dans un château à Astarabad (Gorgan) avec l'intention de passer le reste de sa vie en dévotion. Les conspirateurs le considèrent comme une menace et le mettent à mort en 1012.

### Le règne
Manûchihr reçoit une lettre de condoléances venant du calife Al-Qadir qui lui attribue le titre de Falak al-Ma'âlî (Astre de sa seigneurie). Il reconnaît la suzeraineté de l'émir ghaznévide Mahmûd dont son père était le gendre. Il se prémunit ainsi contre les ambitions son frère Dârâ qui s'est réfugié à la cour des Ghaznévides. Manûchihr paie un tribut de 50 000 dinars et envoie à l'occasion des détachements de troupes pour soutenir Mahmûd. Malgré cela leurs relations ne sont pas toujours amicales.
En 1028, en allant conquérir le territoire de Ray du Bouyide Majd ad-Dawla, Mahmûd envahit les territoires des Ziyarides et contraint Manûchihr à s'enfuir. Manûchihr peut reprendre son trône contre le paiement d'une forte rançon. Plus tard Manûchihr va demander et obtenir une des filles de Mahmûd en mariage pour consolider leur alliance.
Ayant ainsi consolidé sa position, Manûchihr songe à se venger des assassins de son père ce qu'il n'avait pas osé faire jusque-là. Il n'aura de cesse que lorsque les conjurés auront été éliminés.
Manûchihr meurt aux environs de 1031 et son fils Anûchirvân lui succède à condition d'accepter le paiement d'un tribut aux Ghaznévides.